# Marasasiomyces
Marasasiomyces is een monotypisch geslacht van schimmels behorend tot de familie Botryosphaeriaceae. Het bevat alleen Marasasiomyces karoo.